# Vadakkuvalliyur
Vadakkuvalliyur es una ciudad y nagar Panchayat situada en el distrito de Tirunelveli en el estado de Tamil Nadu (India). Su población es de 29417 habitantes (2011).

## Demografía
Según el censo de 2011 la población de Vadakkuvalliyur era de 29417 habitantes, de los cuales 14534 eran hombres y 14883 eran mujeres. Vadakkuvalliyur tiene una tasa media de alfabetización del 91,09%, superior a la media estatal del 80,09%: la alfabetización masculina es del 94,80%, y la alfabetización femenina del 87,50%.